# Post-Grunge

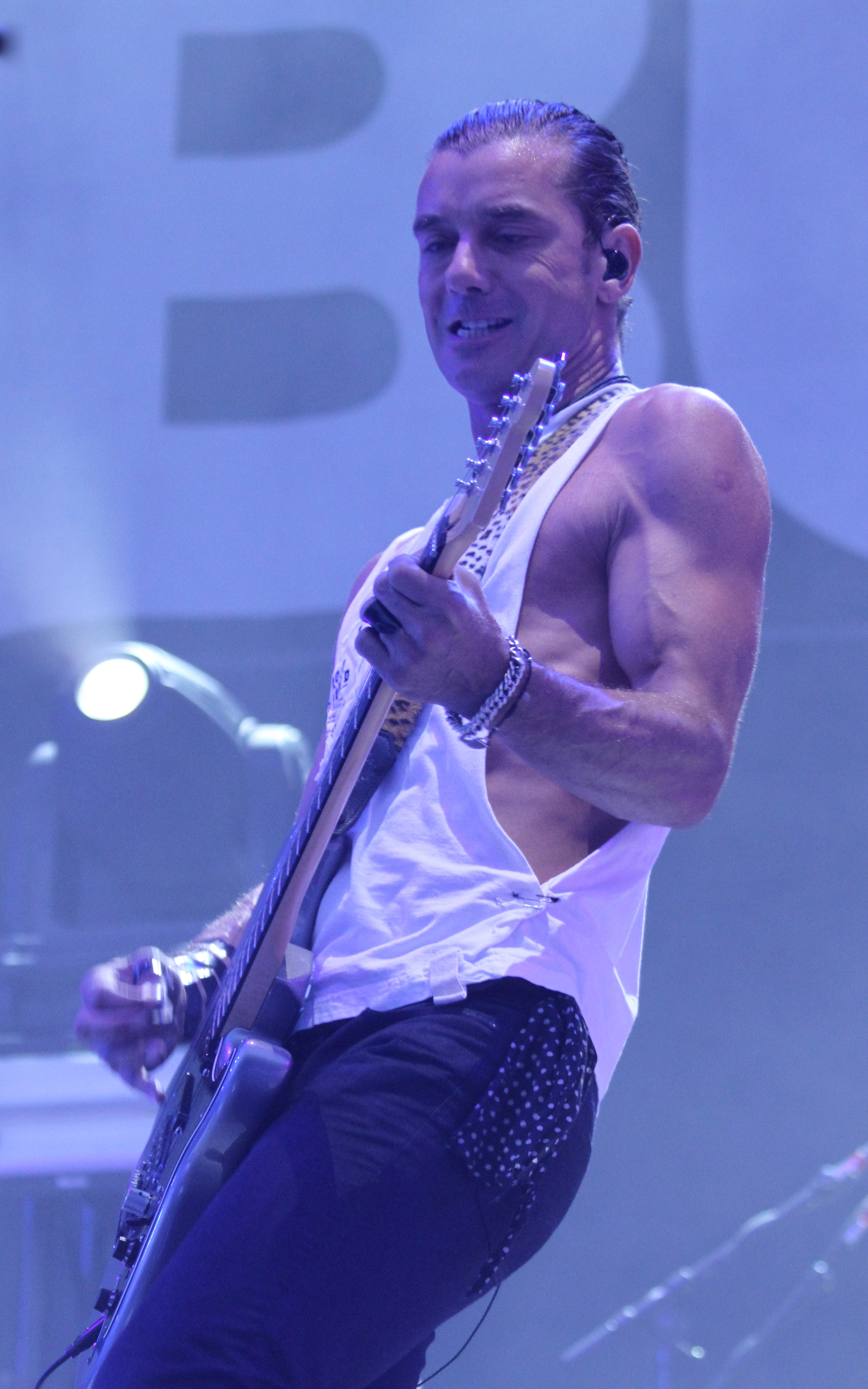
Bush, hier live 2012, gehören zu den ersten Interpreten des Stils

Post-Grunge ist ein Mitte der 1990er Jahre etablierter Sammelbegriff für Rock-Interpreten, die der populären Phase des Grunge nachfolgten und sich zum Teil stilistisch auf die Vertreter des Grunge berufen. Vergleichbar mit anderen Bildungen mit dem Präfix post- wird die Zwitterstellung angedeutet, in der sich der Post-Grunge befindet: Einerseits gehört die Musik in den Bereich des Grunge, andererseits zeichnet die Musik sich durch eine Weiterentwicklung und Differenzierung aus. 

## Einordnung
Die Internetseite Allmusic verortet den Post-Grunge als stilistische Bezugnahme auf den Grunge, ohne dabei die Eigentümlichkeit des Grunge zu übernehmen. Tim Grierson von About.com nutzt eine noch weiter vom Grunge entfernte Definition und bezeichnet den Post-Grunge als aus dem Hard-Rock generierte Reaktion auf den Erfolg des Grunge, die sich lediglich des Gitarrenspiels und der inhaltlichen Öffnung durch den Grunge bedient.
Im Zuge einer solchen Definition wird der Post-Grunge auch als Differenzierung zwischen erfolgreichen Vertretern des Grunge und der marktwirtschaftlichen Nutzung dieses Erfolges durch die Musikindustrie verstanden. Frühen Vertretern des Post-Grunge, wie Bush, Live, Candlebox und Collective Soul wird die Adaptation von Stil- und Modeelementen des Grunge als profitorientiertes Kalkül vorgeworfen. Der Post-Grunge gilt in dieser Sichtweise als Mainstreammusik, die sich lediglich der Ästhetik des Grunge bedient.
Unabhängig von der Bewertung des Post-Grunge als Fortführung oder kommerzielle Nutzung des Grunge gilt Post-Grunge als eingängiger, radiotauglicher und leichter zu vermarkten, als der Grunge.

## Stil

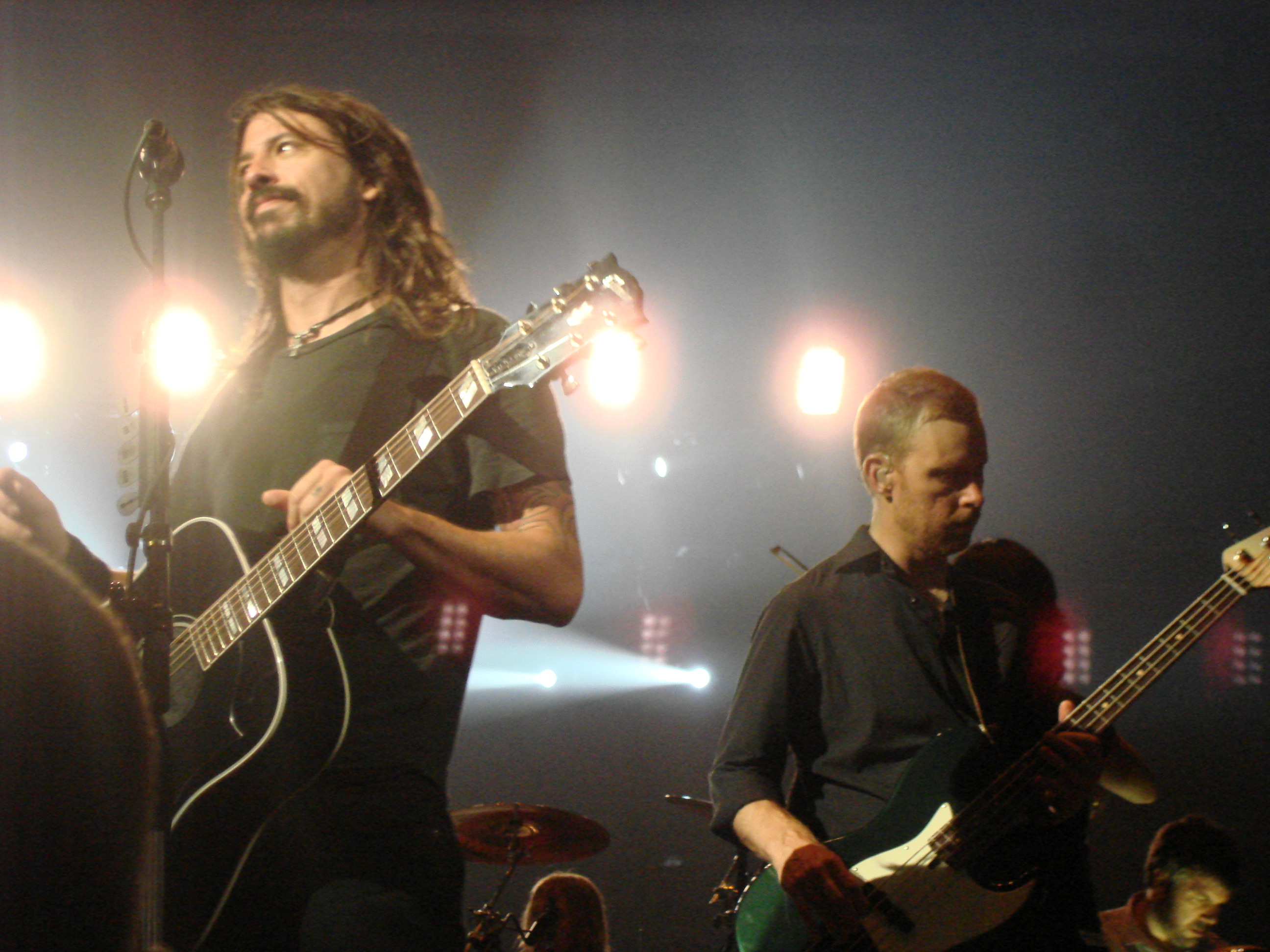
Die Foo Fighters zählen zu den populärsten Vertretern des Post-Grunge

### Musik
Die Aufnahmen im Post-Grunge sind häufig hochwertig produziert. Post-Grunge-Stücke werden überwiegend als Midtempostücke mit dem für die Popmusik üblichen Aufbau aus Strophe, Refrain und Strophe arrangiert. Hierbei wird oft ein Wechsel von ruhiger Strophe und energischem Refrain bemüht. Das Gitarrenspiel im Post-Grunge nutzt sowohl Akustikgitarren als auch stark verzerrte E-Gitarren, teilweise werden beide zeitgleich dargebracht. Häufig steht die Akustikgitarre in den Strophen im Vordergrund, während die E-Gitarre in den Refrains präsenter ist. Der Gesang wird meist von männlichen Musikern gestaltet und wechselt von tiefem als trübsinnig beschriebenem Klargesang in den Strophen zu einem als wütend geltenden Schreigesang im Refrain.

### Texte
Im Vergleich zu den Interpreten des Grunge sind die Texte meist als subjektiv persönliche Schilderungen verfasst, während sich der Grunge eher mit metaphorischen Texten präsentierte. Die häufig abstrahierenden und ironisierenden Texte der Grungeinterpreten wichen im Post-Grunge dem individuellen Emotionsausdruck. So werden inhaltlich im Post-Grunge nur selten gesellschaftspolitische und meist persönliche Themen dargestellt.

## Geschichte

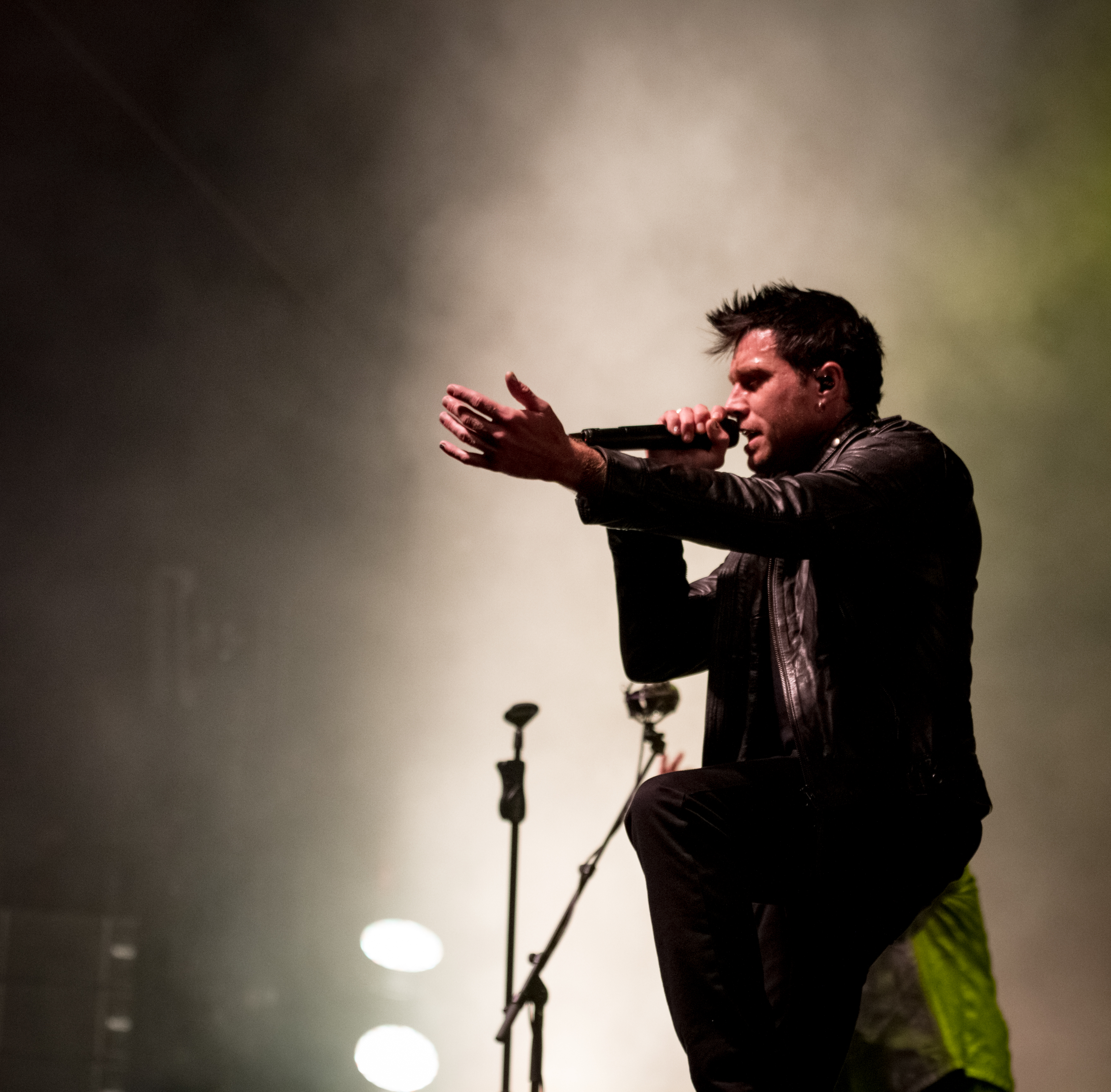
Three Days Grace, hier 2015 beim Rock am Ring, gehören zu den späten Gruppen des Genres

Mitte der 1990er Jahre endete die Hochphase des Grunge durch den zunehmenden Zerfall der tragenden Interpreten. Alice in Chains sagten eine Tournee, angeblich aufgrund der Drogenprobleme ihres Sängers Layne Staley, ab. Auch Pearl Jam unterbrachen eine Tournee und spätestens mit Kurt Cobains Tod, der als Frontmann von Nirvana als zentrale Figur des Genres galt, galt auch der Grunge als Vergangenheit.
In diesem Zeitraum, während der Grunge zeitgleich die Charts beherrschte aber auch zunehmend als Szene kollabierte, veröffentlichten Majorlabel Musikgruppen, die dem Grunge ästhetisch und musikalisch nacheiferten, den Stil jedoch poporientiert erweiterten. Bush, Live, Candlebox und Collective Soul, die als Interpreten dieser Welle als Grunge sowie als Post-Grunge bezeichnet wurden, erreichten hohe Chartplatzierungen und knüpften damit an den Erfolg des Grunge an. Sixteen Stone, das Debütalbum der Gruppe Bush stieg in die Top 100 der deutschen, britischen und amerikanischen Charts. Live konnten die Single Selling the Drama ebenfalls in allen drei Musikmärkten unter den Top 100 platzieren. Das Album Throwing Copper erreichte die Top 100 der britischen und deutschen Charts und auf dem amerikanischen Markt die Topplatzierung. Auch mit dem Folgealbum Secret Samadhi gelang der Gruppe ein vergleichbarer Erfolg. Candlebox und Collective Soul gelangten in den amerikanischen Charts mit Alben und Singles in die Top Ten, konnten den Erfolg allerdings nicht umfassend international ausbauen.
In der Mitte der 1990er Jahre trat eine Vielzahl an erfolgreichen Interpreten in Erscheinung, die insbesondere aufgrund ihrer Ästhetik dem Post-Grunge zugerechnet wurden. Von matchbox twenty über die Foo Fighters bis zu Alanis Morissette wurde der Begriff zu einem Synonym für lyrisch oder ästhetisch ähnliche Entwicklungen im Spektrum des Alternative Rock.
Bis in die Gegenwart folgten regelmäßig Interpreten, die dem Stil zugeordnet wurden und Charterfolge verbuchten. So etablierte sich Post-Grunge mit so kommerziell erfolgreichen Gruppen wie Breaking Benjamin, Chevelle, Alter Bridge, Creed, Three Days Grace, 3 Doors Down, Puddle of Mudd, Staind, Audioslave, Incubus, Hoobastank, Nickelback, Seether, Shinedown, Cold und Flyleaf über die Jahrtausendwende hinweg als bedeutsamer und lukrativer Musikstil der Rockmusik. In den späten 2000er Jahren griffen neue und alte Interpreten den Stil weiterhin auf und kombinierten diesen erfolgreich mit neuen Elementen der Pop- und Rockmusik. Der Erfolg neuer Interpreten wie 12 Stones und 30 Seconds to Mars, die sich zum Teil auf den Post-Grunge beriefen, aber auch die Entwicklung alter Größen des Genres, insbesondere die von Nickelback, Bush, den Foo Fighters, 3 Doors Down, Stone Sour (einem Nebenprojekt des Slipknot-Sängers Corey Taylor) und Audioslave erweiterten das Spektrum der Musik, die als Post-Grunge bezeichnet wurde, vom balladesken Pop-Rock über Mainstream Rock, klassischen Hard Rock bis hin zu, durch Hardcore Punk beeinflusstem, Alternative Metal.